# Líbia
|  | Per a altres significats, vegeu «Líbia (filla d'Èpaf)». |

Líbia (àrab: ليبيا, Lībiyā), també coneguda com a Estat de Líbia (àrab: دولة ليبيا, Dawlat Lībiyā), és una república del nord de l'Àfrica. Limita al nord amb la mar Mediterrània, a l'oest amb Tunísia i Algèria, al sud-oest amb el Níger, al sud amb el Txad, al sud-est amb el Sudan i a l'est amb Egipte. Té una extensió d'1.759.540 km². El clima és mediterrani a la costa i desèrtic a la resta del país.
La capital n'és Trípoli, amb més d'un milió d'habitants, i les ciutats que la segueixen en importància són Bengasi (650.000 hab.) i Misratah (380.000 hab.).
Fins l'enderrocament de Moammar al-Gaddafi al l'any 2011, el país tenia l'esperança de vida més elevada del continent africà (només per darrere de les ciutats de Ceuta i Melilla, les illes Canàries i Santa Elena) amb una esperança de vida de 77,65 anys. També, pel que fa al continent africà, tenia el segon lloc del PIB (PPA) per capita i un dels Índex de desenvolupament humà més alts, encara que des del 2011 ha perdut moltes posicions en tots els rànquings.

## Toponímia
Els Libu (R'bw, Ribou, Labu, Laguatan o Lwatae) van ser una antiga tribu amaziga, de la qual deriva el nom del país, Líbia. La seva ocupació de l'antiga Líbia està testificada en textos egipcis de l'Imperi Nou, sobretot del període ramèsida. El primer esment n'és en una inscripció de Ramsès II.
Laguatan va ser el nom que van usar els autors romans per a referir-se a les tribus nòmades de Cirenaica. Han estat descrits com a caçadors i nòmades, però hi ha qui els considera sedentaris i caçadors.
A l'antiga Grècia i a l'antic Egipte, el nom de Líbia era utilitzat en un sentit més ampli, per a designar tot el nord d'Àfrica, a l'oest d'Egipte. Fins i tot, de vegades passava a significar el continent africà sencer.

## Història
Les tres parts tradicionals del país són la Tripolitània, el Fezzan i la Cirenaica. En la mitologia grega, Dido vivia a Líbia.
Las primeres mencions que apareixen a la història de Líbia fan referència als mercenaris libis contractats per l'antic Egipte, durant el primer mil·lenni aC. L'exèrcit cartaginès d'Hanníbal Barca també va comptar posteriorment amb aquests mercenaris, que van formar part de la infanteria del seu exèrcit durant la seva famosa expedició a la península itàlica a través dels Alps. La franja costanera del país va ser molt visitada per grecs i fenicis, dominada més tard per l'Imperi Romà, el regne vàndal de Genseric, l'Imperi Romà d'Orient, els àrabs, l'Imperi Otomà i l'Imperi italià.
Després de la derrota de l'Imperi cartaginès en la Tercera Guerra púnica el territori va passar a control romà. La Tripolitània i la Cirenaica eren colònies romanes que foren conquerides pels musulmans al segle vii. Vegeu Djabal Nafusa, Tripolitana, Cirenaica i Fezzan.
Del 1510 al 1530 Tripolitana va pertànyer a Espanya i després a l'orde de Malta, fins al 1550, quan Trípoli fou conquerida pels otomans i fou la seu d'un govern provincial otomà cada vegada més independent.

### Època colonial fenícia i grega
Els fenicis van ser els primers que van fundar establiments comercials a Líbia, després que els mercaders de Tir (a l'actual Líban) desenvolupessin relacions comercials amb les tribus amazigues i signessin tractats per assegurar-se la seva cooperació en l'explotació de matèries primeres. Durant el segle v aC, la més gran de les colònies fenícies, Cartago, havia estès el seu domini fins a controlar la major part del nord d'Àfrica, on existia una civilització coneguda com a púnica. Entre els assentaments púnics més notables de la costa de Líbia es trobaven Oea (més tard Trípoli), Libdah (més tard Leptis Magna) i Sabrata. Aquestes tres ciutats eren en una àrea que més tard s'anomenaria Trípoli, o 'Tres ciutats', de la qual Trípoli, la capital de la Líbia moderna, en portaria el nom.
Vers el 630 aC, els grecs van colonitzar l'est de Líbia i van fundar la ciutat de Cirene. Dos-cents anys més tard, es van establir quatre importants ciutats gregues a la zona coneguda com la Cirenaica: Barce o Barca (més endavant Al Marj); Euhesperides (més tard Berenice i actualment Bengasi), Taucheira (més tard Arsínoe i actualment Tocra); Balagrae (més tard Al Bayda, Beda Littoria sota l'ocupació italiana, i actualment Beida) i Apol·lònia (més tard Susa), el port de Cirene. Junt amb Cirene, eren conegudes com la Pentàpolis ('Cinc ciutats').
Cirene va esdevenir un dels grans centres intel·lectuals i artístics del món grec. Era famosa per la seva escola de medicina, les acadèmies i l'arquitectura. Els grecs de la Pentàpolis van resistir els atacs del egipcis per l'est i dels cartaginesos per l'oest fins que el 525 aC l'exèrcit persa de Cambises II va envair la Cirenaica, que va romandre en poder persa o egipci els dos segles següents. El 331 aC Alexandre el Gran va conquerir l'est de Líbia: tornà el territori sota control grec. A la mort d'Alexandre, el seu imperi es va dividir entre els seus generals i la Cirenaica va quedar sota control de Ptolemeu I Sòter, rei (faraó) d'Egipte. Més tard, es formaria una federació de la Pentàpolis que fou governada per un rei, generalment de la casa reial ptolemaica.

### Líbia romana

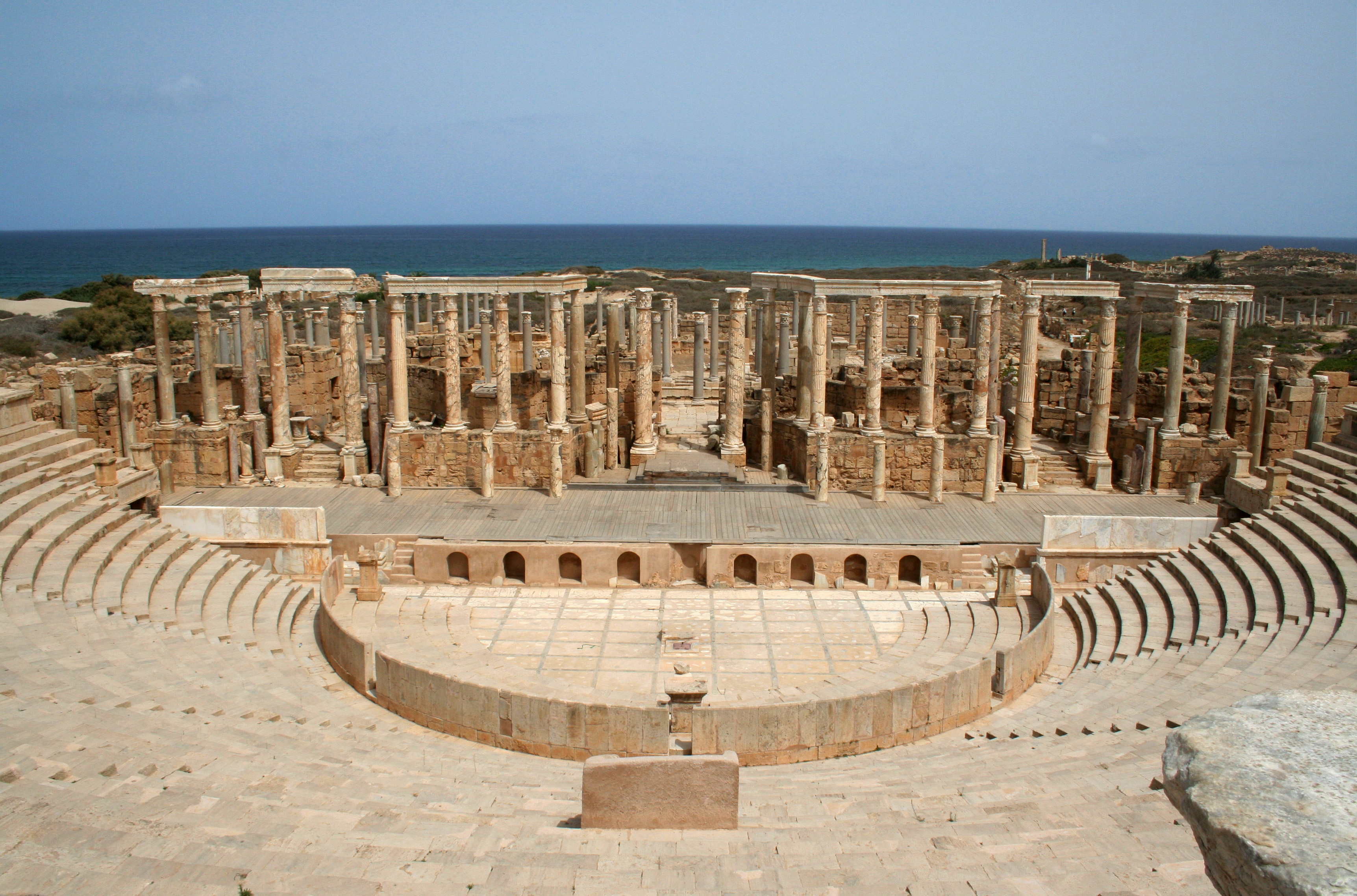
Teatre romà de Leptis Magna

Després de la caiguda de Cartago, els romans no van ocupar Tripolitana (la regió al voltant de Trípoli), sinó que la van deixar sota control dels reis de Numídia, fins que les ciutats costaneres van demanar la protecció de Roma. Ptolemeu Apió, l'últim governant grec, va lliurar la Cirenaica a Roma, que va annexionar formalment la regió el 74 aC unint-la amb Creta com una de les províncies romanes. Durant les guerres civils romanes, Tripolitània (encara no annexionada formalment) i la Cirenaica van recolzar Pompeu i Marc Antoni contra, respectivament, Juli Cèsar i Octavi August. Els romans van completar la conquesta de la regió en temps d'August, ocupant el nord de Fezzan ("Fasania") sota el comandament de Luci Corneli Balb Menor. Com a part de l'Àfrica Nova la província de Tripolitània va assolir una gran prosperitat, arribà al punt àlgid durant els segles ii i iii, quan la ciutat de Leptis Magna, lloc d'origen de la dinastia dels Severs, es trobava en el màxim apogeu. D'altra banda, les primeres comunitats cristianes es van establir a la Cirenaica durant l'època de l'emperador Claudi, encara que va ser devastada en gran part durant la Guerra de Kitus i s'inicià des d'aleshores la seva decadència, malgrat ser repoblada per Trajà amb colònies militars. Malgrat tot, durant més de 400 anys, Tripolitània i la Cirenaica van formar part d'un estat cosmopolita on els ciutadans compartien una llengua comuna, un sistema legal i una identitat romana.

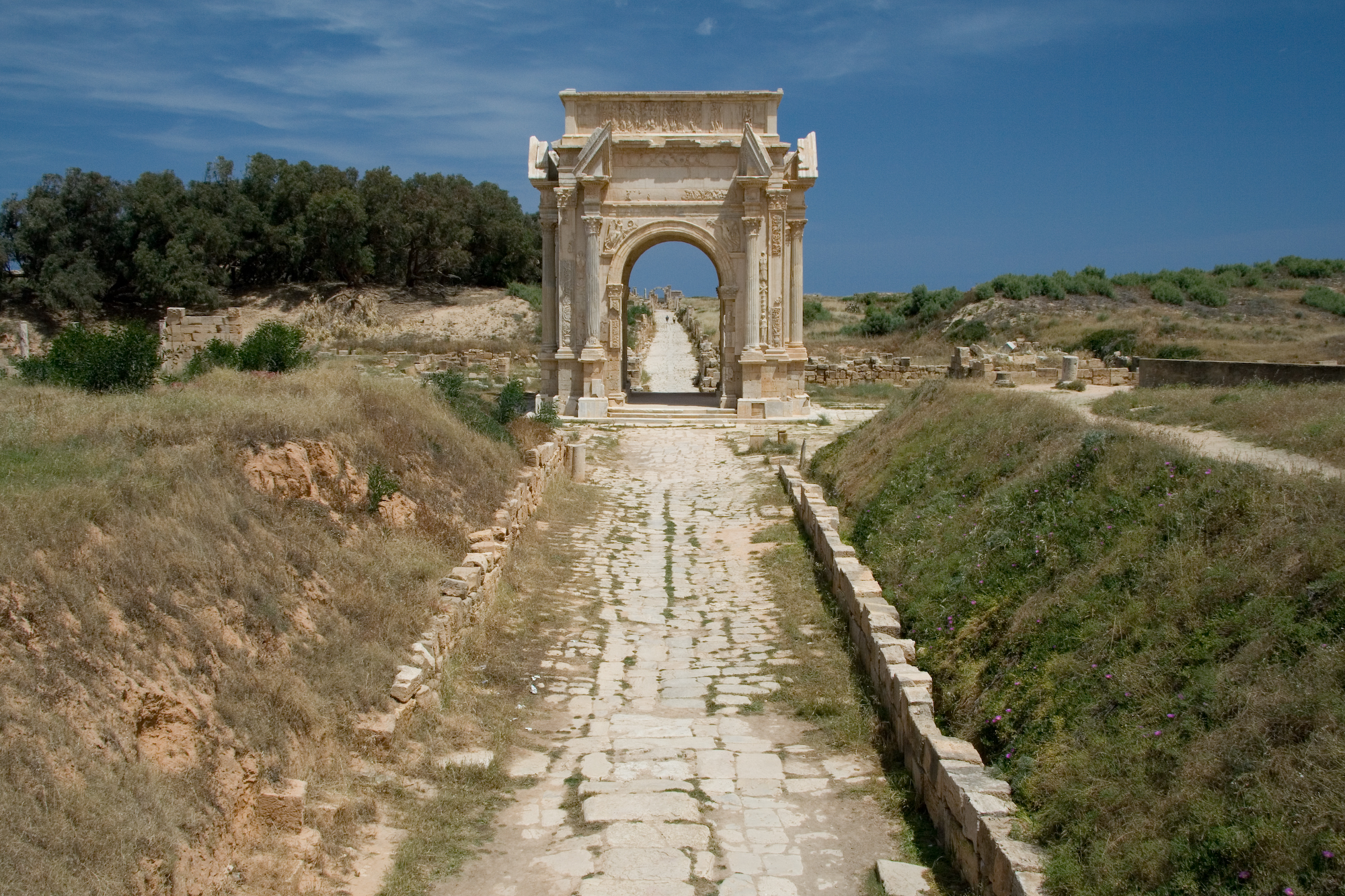
Arc de Septimi Sever a Leptis Magna

Les ruïnes romanes com les de Leptis Magna i Sabrata, encara presents en l'actual Líbia, donen testimoni de l'antiga vitalitat de la regió, en què ciutats populoses i pobles més petits van gaudir de les comoditats de la vida urbana en forma de fòrums, mercats, espectacles públics o banys, que es troben per tots els racons de l'Imperi Romà. Comerciants i artesans de diverses parts del món romà es van establir al nord d'Àfrica, encara que el caràcter de las ciutats de Tripolitània es va mantenir decididament púnic i a la Cirenaica es va mantenir el caràcter grec. Tripolitània va ser una gran exportadora d'oli, així com un centre del comerç d'ivori i animals salvatges portats a la costa pels garamants, mentre que la Cirenaica va ser un centre important d'exportació de vins, drogues i cavalls. El gruix de la població del camp estava format per agricultors amazics, que a l'oest van ser completament «romanitzats» en la llengua i els costums. Fins al segle x el romànic africà es van seguir parlant en algunes zones de Tripolitània, principalment prop de la frontera amb Tunísia.

### Líbia islàmica

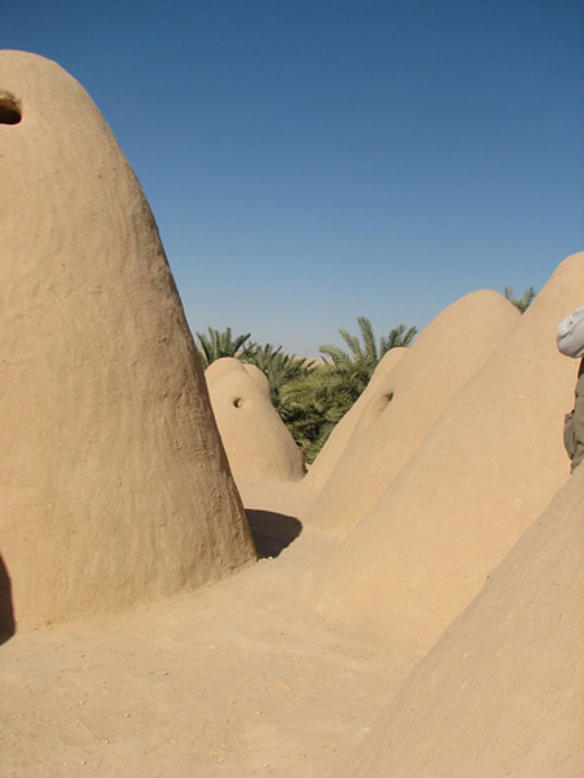
La mesquita Atiq d'Awjila és la més antiga del Sàhara

Sota el comandament d'Amr ibn al-As, l'exèrcit del Califat dels raixidun va conquerir la Cirenaica. El 647 un exèrcit dirigit per Abd-Al·lah ibn Sad va capturar Trípoli definitivament de mans dels romans d'Orient. El Fezzan va ser conquerit per Uqba ibn Nafi el 663. Les tribus amazigues de l'interior van acceptar l'islam, encara que es van resistir al domini polític àrab.
Durant les dècades següents, Líbia va estar sota domini del Califat omeia de Damasc fins que els abbàssides van derrotar els omeies l'any 750 i Líbia va passar a estar sota domini de Bagdad. Quan el califa Harun ar-Raixid va nomenar Ibrahim ibn al-Àghlab governador d'Ifríqiya l'any 800, Líbia va passar a gaudir d'una autonomia local considerable sota el govern de la dinastia Aglàbida. Cap al final del segle ix, l'oest de Líbia va estar sota control del Califat Fatimita, que governava tota la regió cap al 972: nomenà governador Bulugguín ibn Ziri.
La dinastia amaziga dels zírides es va separar dels fatimites xiïtes, reconeixent els abbàssides sunnites de Bagdad com els califes legítims. En represàlia, els fatimites van provocar la migració de milers de musulmans, principalment de dues tribus qaisites, els Banu Sulaym i els Banu Hilal, cap al nord d'Àfrica. Aquest acte va alterar dràsticament el teixit del camp libi: consolidà l'arabització cultural i lingüística de la regió.
El domini dels zírides sobre Tripolitània va ser de curta durada. Ja el 1001 els amazics de la dinastia Banu Khazun se'n van separar, tingueren el control de Tripolitània fins al 1146, quan la regió va ser conquerida pels normands de Sicília. Uns anys més tard, el 1159, el líder marroquí almohade Abd al-Mu'min va reconquerir Trípoli de mans dels europeus. Durant els següents 50 anys, Tripolitània va ser escenari de nombroses batalles entre la dinastia aiúbida, els governants almohades i els insurgents de la dinastia Banu Ghàniya. Posteriorment, el general almohade Muhammad ibn Abu Hafs va governar Líbia entre 1207 i 1221 abans de l'establiment de la dinastia hàfsida de Tunísia, independent dels almohades. Els hàfsides van governar Tripolitània durant gairebé 300 anys. Cap al segle xvi els hàfsides es van veure cada cop més atrapats en la lluita de poder entre Espanya i l'Imperi Otomà.
Després d'afeblir-se el control dels abbàssides, la Cirenaica va estar sota control de diferents estats egipcis, com els dels tulínides, els ikhxídides, els aiúbides i els mamelucs, abans de la conquesta otomana del 1517. Finalment, Fezzan va obtenir la independència sota la dinastia Awlad Muhammad després del govern de l'Imperi Kanem. Els otomans finalment van conquerir Fezzan entre 1556 i 1577.

### Líbia otomana (1551-1911)

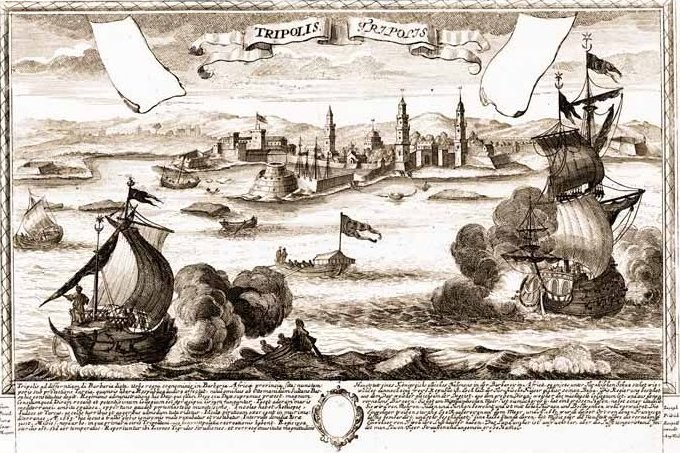
El setge de Trípoli, al 1551, que va permetre als otomans capturar la ciutat de mans dels cavallers de Sant Joan

Després de la invasió espanyola de Trípoli el 1510, aquesta va ser donada per l'emperador Carles V als cavallers de Sant Joan, que havien estat expulsats de Rodes. Un anys més tard, el 1551, l'almirall otomà Sinan Paixà va conquerir Líbia en nom del sultà otomà. El seu successor Turgut Reis va ser nomenat bei de Trípoli i paixà de Trípoli el 1556. Cap a 1565, l'autoritat administrativa regent a Trípoli era representada per un paixà designat directament pel soldà a Constantinoble. En la dècada de 1580, els governants de Fezzan van donar lleialtat al sultà, i tot i que l'autoritat otomana estava absent a la Cirenaica, un bei situat a Bengasi a la fi del segle següent actuava com a agent del govern de Trípoli. Els esclaus europeus i un gran nombre d'esclaus negres portats des del Sudan eren una característica de la vida quotidiana a Trípoli. El 1551, Turgut Reis va esclavitzar gairebé tota la població de l'illa maltesa de Gozo, unes 6.300 persones, i les envià a Líbia.
Amb el pas del temps, el poder es va dipositar en el cos de geníssers del paixà. El 1611, els deis van donar un cop d'estat contra el paixà, i el dei Sulayman Safar va ser nomenat cap del govern. Durant els següents cent anys, una sèrie de deis va governar efectivament Tripolitània. Els dos deis més importants van ser Mehmed Saqizli i Osman Saqizli, tots dos també paixàs, que van governar eficaçment la regió. Aquest últim, a més, va conquerir la Cirenaica.

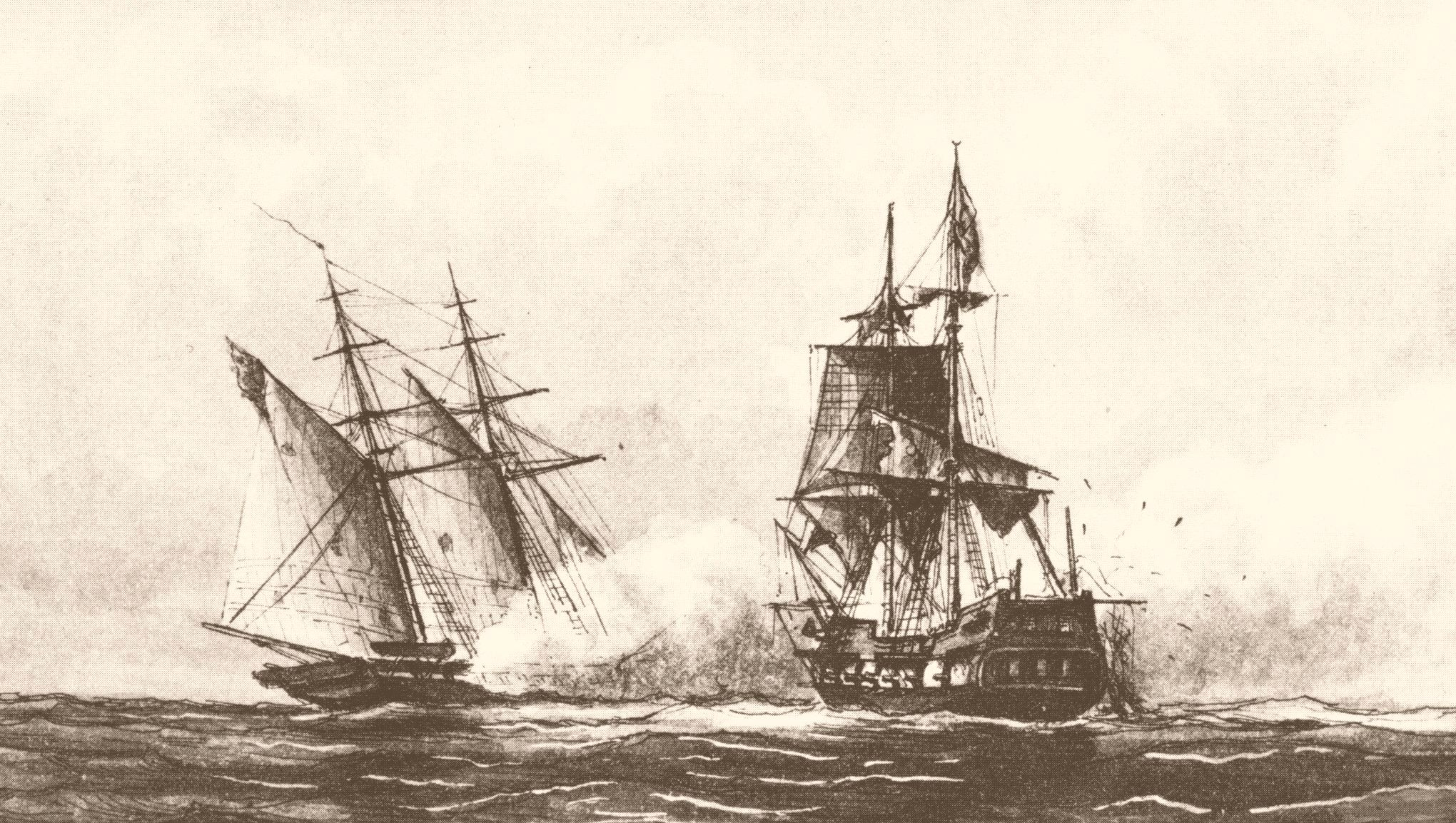
L'USS Enterprise de l'esquadra Mediterrània capturant un corsari tripolià durant la Primera Guerra barbaresca (1801)

Mancant la direcció del govern otomà, Trípoli va passar per un període d'anarquia militar durant el qual se succeïen cops d'estat en què rarament els autors duraven més d'un any en el càrrec. Un d'aquests cops d'estat, dirigit per l'oficial turc Ahmad Karamanli, va permetre a la dinastia karamanli governar des de 1711 fins a 1835. El seu poder se centrava principalment a Tripolitània, encara que a mitjan segle xviii van tenir influència a la Cirenaica i Fezzan. Els successors d'Ahmad van ser menys hàbils, però el delicat equilibri de poder de la regió va permetre seguir governant els karamanli. El 1793, a l'inici de la Guerra Civil tripolitana, l'oficial turc Ali Benghul va deposar i substituir Ahmad Karamanli i va restaurar breument el domini otomà sobre Tripolitània. Dos anys més tard, Yusuf, germà d'Ahmad, va recuperar el govern: restablí la independència de Tripolitània.
A principis del segle xix va esclatar la guerra entre els Estats Units i la Tripolitània, i es van produir una sèrie de batalles que es van conèixer com a Primera Guerra barbaresca i la Segona Guerra barbaresca. El 1819, els diversos tractats de les guerres napoleòniques van obligar els estats barbarescs a abandonar la pirateria gairebé per complet, i l'economia de Tripolitània va començar a enfonsar-se. Quan Yusuf es va debilitar, van sorgir faccions a l'entorn dels seus tres fills i aviat es va produir una guerra civil.
El soldà otomà Mahmud II va enviar tropes per restablir l'ordre: marcà el final de la dinastia karamanli i d'una Tripolitània independent. L'ordre no es va recuperar fàcilment, i la revolta dels libis dirigits per Abd-El-Gelil i Gûma ben Khalifa va durar fins a la mort d'aquest últim el 1858. El segon període de domini otomà va veure canvis administratius i un major ordre en la governança de les tres províncies de Líbia. Finalment el control otomà es va afermar a Fezzan entre 1850 i 1875 per obtenir ingressos del comerç saharià.

### Líbia italiana (1911-1943)
El 29 de setembre de 1911 Itàlia va declarar la guerra a l'Imperi Otomà i va envair Tripolitana i Cirenaica, però les forces turcolíbies van presentar molta resistència i els italians no van passar de la zona costanera. El tractat de pau d'Ouchy del 7 d'octubre de 1912 va establir la fi de les hostilitats, però sobre el terreny els libis van mantenir la resistència; aquesta resistència va obtenir el suport de l'imperi en esclatar la Primera Guerra mundial i els italians van quedar assetjats a les seves places fortes a la costa. El cap principal n'era Ahmad al-Sharif (1873-1933), de la confraria sanusita, que el novembre de 1915, amb el suport alemany i turc, va decidir atacar els britànics a la part occidental d'Egipte, però fou derrotat; deixà l'autoritat plena de la Cirenaica al seu cosí Muhammad Idris al-Sanusi, de 34 anys.
L'abril de 1917 es van signar els anomenats acords d'Akrama entre Idris, d'un costat, i els britànics i els italians, de l'altre. L'acord amb els italians va ser substituït per l'acord d'al-Radjima pel qual els italians van reconèixer Idris com a emir independent dels oasis de l'interior de la Cirenaica. D'altra banda a Tripolitània, els acords de 1917 havien portat a l'establiment d'una república de Tripolitana a Misratah, ja aquell mateix any, i a l'enfonsament dels otomans el novembre del 1918, a l'extensió d'aquesta república a la resta de Tripolitana sota control dels nacionalistes: fou acceptada per Ramadan al-Shtaywi o Suwayhili i per l'amazic ibadita Sulayman al-Baruni; aquesta república fou reconeguda pels italians el 1919 sota la seva sobirania (18 de maig de 1919), però aviat van esclatar lluites entre les faccions nacionalistes. Com a solució d'emergència els nacionalistes van oferir a Idris la corona de tota Líbia (1921), cosa que va posar l'emir en una situació compromesa després del pacte amb els italians. Idris va acceptar-la, però immediatament va fugir a Egipte (1922).

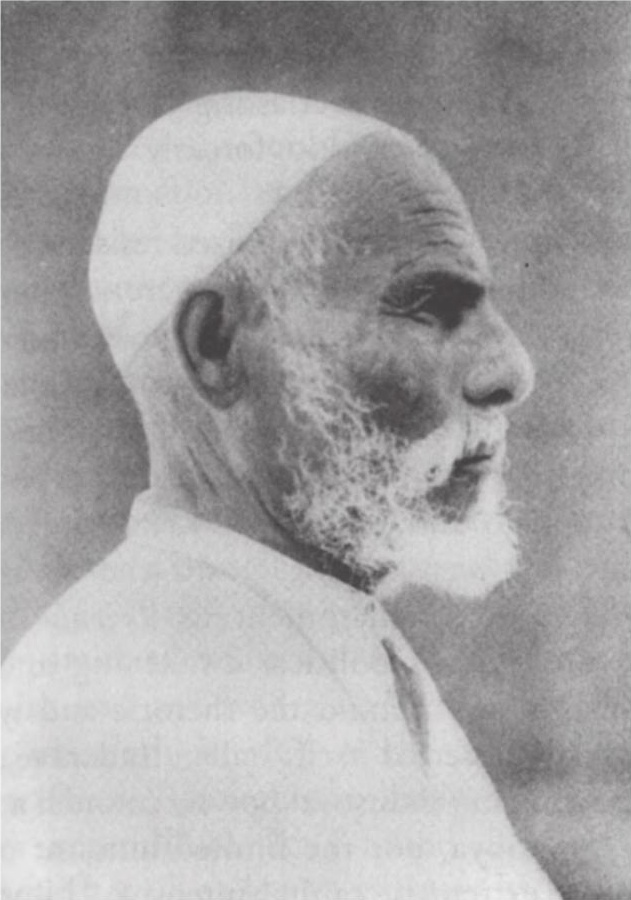
Omar Al-Mukhtar va ser líder de la resistència líbia a la Cirenaica contra la colonització italiana

Llavors a Roma va prendre el poder Mussolini, i aquest va ordenar reprendre la guerra a Líbia. A Tripolitània la resistència fou aplanada (1923) però a la Cirenaica, mercès al carismàtic representant sanusita Omar Al-Mukhtar, els beduïns van resistir amb èxit durant prop de deu anys fins que el 1931 Mukhtar fou ferit i empresonat, i finalment executat en públic. S'estima que entre 1928 i 1932, l'exèrcit italià va matar la meitat de la població de beduïns. L'1 de gener de 1934 els italians van reunir les colònies de Cirenaica, Tripolitana i Fezzan a la colònia de Líbia i van iniciar un programa de colonització agrícola. El 1935 van acabar la carretera estratègica que unia les dues parts principals.
La Segona Guerra mundial va aturar els projectes italians. Després de durs combats entre alemanys i britànics aquests van ocupar Líbia (desembre 1942-gener 1943) amb suport de forces franceses lliures que van ocupar Fezzan. El domini italià va acabar finalment el 13 de maig de 1943. Idris al-Sanusi, que era al Caire, va donar suport als britànics durant la lluita, i forces que li eren lleials van participar en l'alliberament de la Cirenaica sota la seva bandera negra.
El 10 de febrer de 1947 Itàlia va cedir formalment Líbia a Gran Bretanya i França. L'abril de 1948 la sort de Líbia fou consultada a les Nacions Unides; l'Assemblea General havia de decidir la sort del país i el 21 de novembre de 1949 va proclamar que seria un estat independent abans de l'1 de gener de 1952 i mentrestant estaria sota supervisió de l'ONU, amb l'administració exercida per residents britànics i francesos als territoris i amb un comissionat general, que fou l'holandès Adrian Pelt nomenat el 10 de desembre de 1949 i que va arribar a Trípoli el 18 de gener de 1950. Es van formar dues tendències: els caps tribals i religiosos, generalment d'edat avançada i de Cirenaica i el Fezzan, que volien un estat federal amb Idris I de Líbia com a sobirà, i una generació jove urbana, que volia una república unitària (que implicava un predomini de la Tripolitana, menys poblada però més desenvolupada) i desconfiava dels lligams d'Idris amb els britànics. Aquests havien proclamat Idris com a emir de la Cirenaica el 1946 i el van reconèixer independent a la Cirenaica des de 1949: en conservà el control dels afers exteriors i la defensa. Si els tripolitans volien unitat estaven obligats a acceptar Idris com a rei.

### Regne de Líbia

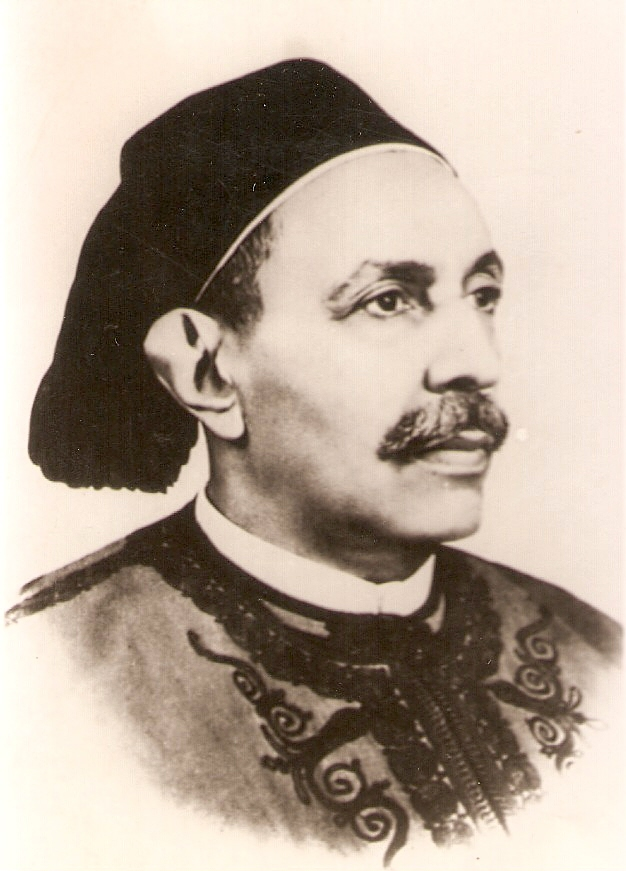
El rei Idris I

La independència de Líbia fou proclamada el 24 de desembre de 1951 com a Regne Unit de Líbia, federació dels tres territoris amb les seves assemblees legislatives i governs federals. Era cap d'estat l'emir Muhammad Idris al-Sanusi amb títol de rei. Fins al 1955 no fou admesa a l'ONU. El govern sota la monarquia hereditària dels sanusites establia un govern federal amb un parlament amb dues cambres, senat i cambra de representants, amb grans poders del rei inclòs el nomenament d'un primer ministre de la seva elecció i la seva revocació, el nomenament de la meitat del senat i el dret de dissolució del parlament elegit. La constitució de fet mai no va ser aplicada; a les primeres eleccions el 19 de febrer de 1952 els candidats del govern van aconseguir majoria però l'oposició va impugnar els resultats, es van produir manifestacions i la policia va intervenir amb violència i finalment es van suprimir tots els partits i el rei va passar a governar sol.
En els anys següents l'explotació del petroli, descobert el 1955, va portar la riquesa al país. El 1962 va ingressar a l'OPEP. El 25 d'abril de 1963 l'acord federal fou abolit i substituït per la monarquia unitària (Regne de Líbia). El 1969 Líbia era el quart productor de petroli del món i l'estat no necessitava l'ajut econòmic exterior. Havia sorgit una classe social de tècnics i prestadors de serveis relacionats amb el petroli i el desenvolupament, enginyers, comerciants, obrers del petroli i els ports, que van organitzar sindicats. Però la política restava prohibida. La política estrangera de la monarquia tampoc agradava al país; el 1967 amb la Guerra dels Sis dies es van fer manifestacions antiisraelianes i antioccidentals, de marcat caràcter nacionalista àrab. El país tenia bases militars britàniques i americanes i estava lligat per diversos acords amb Occident i encara que es va unir a l'embargament de petroli dels països àrabs productors no va poder contrarestar el suport popular a Líbia de la política de Gamal Abdel Nasser a Egipte.

### JamahiriyyaÀrab Líbia Popular i Socialista

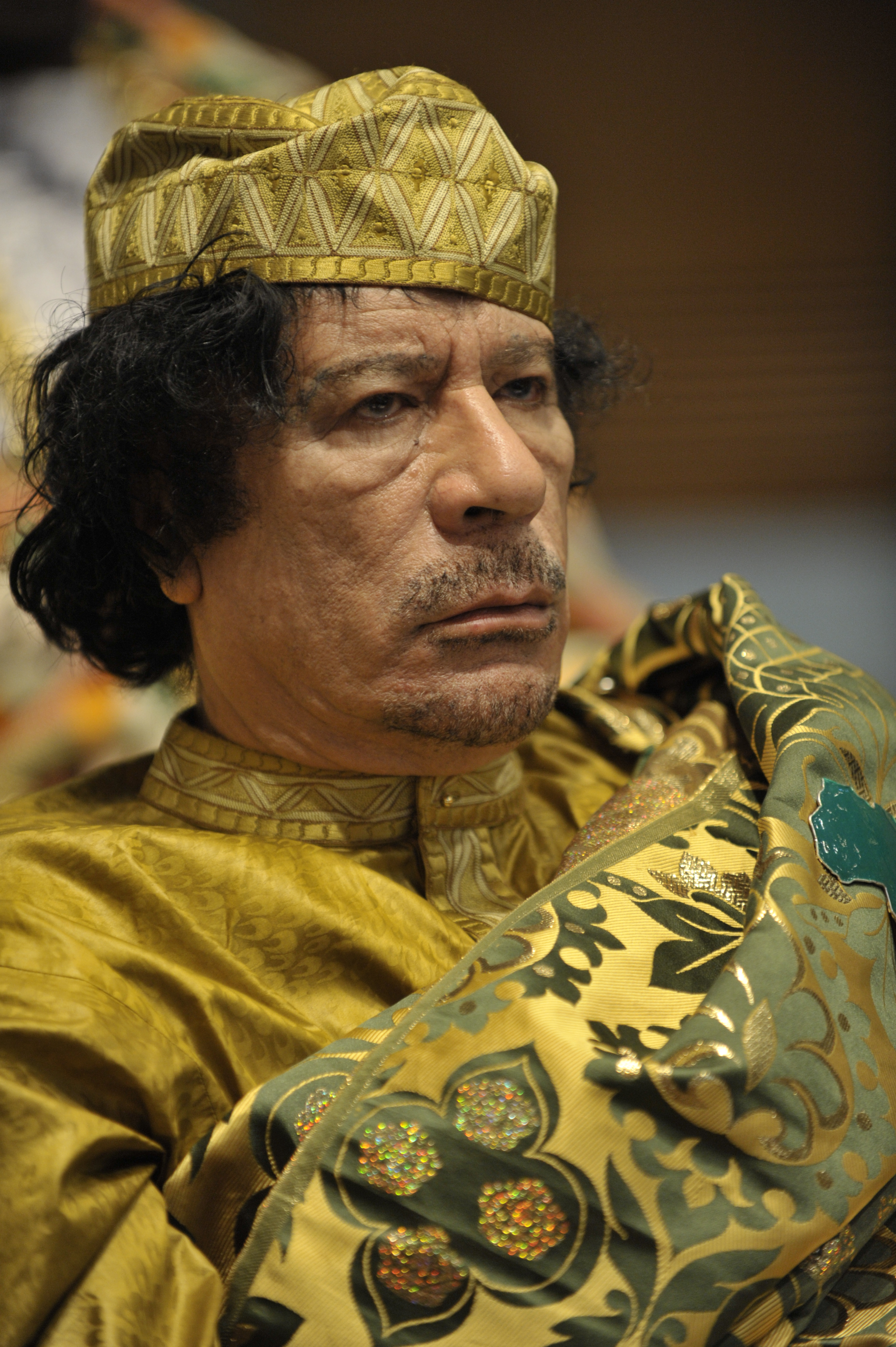
Muammar al-Gaddafi

Tot el descontentament fou recollit per un grup de joves oficials ingressats a l'exèrcit amb la finalitat d'enderrocar la monarquia des d'un punt de vista nacionalista àrab i socialista seguint el model dels "oficials lliures" egipcis. L'1 de setembre de 1969 el cop d'estat deposava el rei enmig de l'entusiasme popular. Un Consell de Comandament Revolucionari va agafar el poder; estava format per 12 oficials entre els quals el principal era el coronel Muammar al-Gaddafi i el segon el comandant Abdesalam Jallud. Els partits van restar prohibits. Les bases estrangeres van haver de ser retirades i el petroli fou nacionalitzat.
El 1972 es va crear la Unió Socialista Àrab que pretenia ampliar la base política del règim, però la manca de quadres i l'hostilitat dels caps tribals no van permetre el seu desenvolupament. El 1973 Gaddafi va fer pública la seva teoria de la revolució popular en el seu Llibre verd. Líbia va passar a estar governada per un Congrés Popular (Mutàmara xabiyya) i Comitès Populars (lidjan xabiyya) en cada camp i sector social. El 2 de març de 1977 el poder fou oficialment transferit al poble i el país rebatejat república de les masses (jamahiriyya). Gaddafi restava com a guia de la revolució i fins a 1979 com a secretari general del Congrés Popular (equivalent a cap d'estat). Gaddafi va fer diversos intents d'unificar el país amb els seus veïns: amb Egipte, el Sudan, Tunísia i Marroc. Per un temps va dominar el Txad i el 28 de novembre de 1972 va ocupar la franja d'Aozou al nord d'aquest país, que va annexionar oficialment el 1975, però va evacuar el 30 de maig de 1994. Cap dels intents unitaris va fructificar. L'abril de 1986 Líbia va esdevenir Gran República Àrab Popular i Socialista. Gaddafi va sobreviure a almenys tres intents de cop d'estat i a un bombardeig amb intenció de matar-lo d'avions de la força aèria nord-americana que, en una acció que s'ha evitat considerar terrorista, van matar la seva filla adoptiva de pocs anys i altres civils.

### Guerra civil i rebel·lió del 2011

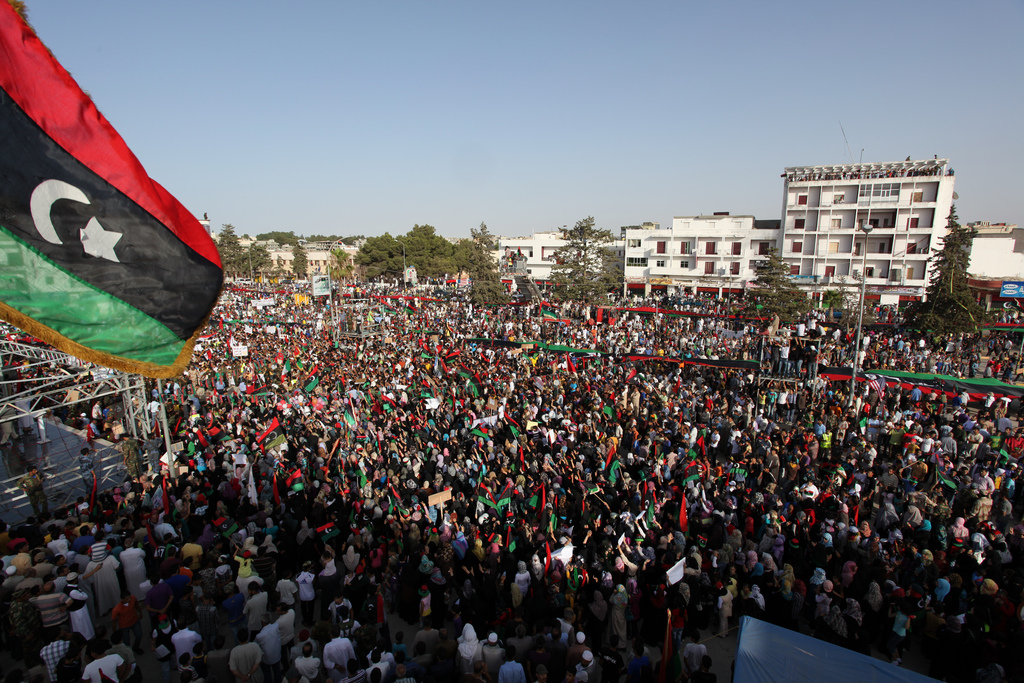
Manifestacions a Al Bayda a favor de la rebel·lió

El 15 de febrer del 2011 començaren unes protestes que van evolucionar cap a una revolució estesa a tot el país a fi de mes, després de les que hi va haver a Tunísia, Egipte i altres del món àrab el mateix any, i finalment una guerra civil en la qual després d'unes setmanes amb els fronts estancats, els revoltats van prendre el mes d'agost Brega (al front de l'est), Zlitan (150 quilòmetres a l'est de Trípoli), al-Zauia (a l'oest) i Garian (a les muntanyes del sud); controlaren les principals fonts d'energia, sobretot després d'haver pres el port petrolier de Brega i la refineria de Zauia, i Trípoli, on es refugià Muammar al-Gaddafi, va quedar assetjat pel sud, l'est i l'oest, sense maniobra per mar; és atacada el 21 d'agost, és capturat Saad al-Gaddafi i inicialment es creia que també Saïf al-Islam; es rendeix Mohamed al-Gaddafi, però escapa de seguida. La major part de Trípoli cau amb facilitat el 22 d'agost, i el complex presidencial el 23, mentre els gaddafistes es concentren i es fan forts en alguns barris de Trípoli i a Sirte, amb forta activitat de franctiradors, mentre Gaddafi s'amaga i fuig a Sirte, que finalment cau el 20 d'octubre; l'OTAN va bombardejar la caravana en què al-Gaddafi intentava fugir, però aquest va sobreviure a l'atac: fou linxat pels rebels i mort d'un tret al cap.

### Guerra Civil de Líbia (2014-2020)
Líbia es trobava amb dos parlaments, un a Trípoli, controlat pels islamistes, i l'altre, reconegut per la comunitat internacional, a Tobruk, Cirenaica, que havia estat forçat a desistir d'actuar per les forces jihadistes. El general Khalifa Haftar, que lidera l'Exèrcit Nacional de Líbia s'oposa tant als jihadistes com al Govern d'Acord Nacional. A través del seu exèrcit, el general va llançar al maig atacs aeris contra grups islamistes a Bengasi, amb l'objectiu d'apoderar-se del Parlament. Enmig dels combats es van celebrar unes eleccions per al Parlament libi (juny de 2014), la Cambra de Representants de Líbia, els membres electes es van posicionar a favor de l'Operació Dignitat i les brigades Zintan. No obstant això, els diputats de l'anterior mandat (elegit el 2012), que eren majoritàriament d'ideologia islamista, es van negar a cedir els seus càrrecs i es van autoproclamar com el Govern legítim, el Congrés Nacional General (GNC), alhora que es van posicionar a favor de les milícies islamistes de Misratah i Bengasi. Durant el caos generalitzat i la guerra civil que va seguir la revolució i va provocar l'erosió del control territorial sota el Congrés Nacional General, la facció local lleial a Estat Islàmic, que prèviament s'havia apoderat de la ciutat portuària de Derna, va llançar un atac el març del 2015 per capturar Sirte, que llavors era ocupada per una milícia islamista, i va caure el maig del 2015. El maig de 2016, Govern d'Acord Nacional i el Govern de Salvació Nacional van llançar una ofensiva conjunta per capturar Sirte i el seu entorn a Estat Islàmic zones a que va perdre el control de tots els territoris significatius que havia aconseguit a Líbia. Més tard, el 2016, les forces lleials al Khalifa al-Ghawil van intentar un cop d'estat contra Fayez al-Sarraj i el Consell Presidencial de GAN. L'Exèrcit Nacional de Líbia, en control de la major part del país, inclosos Bengasi, Sirte i la majoria de les reserves de petroli de Líbia, i el Govern d'Acord Nacional van arribar el 23 d'octubre de 2020 a un un "acord d'alto el foc permanent a totes les zones de Líbia". L'acord, efectiu immediatament, exigia unes noves eleccions, que tots els combatents estrangers abandonessin Líbia en un termini de tres mesos, i que una força conjunta de policia patrullaria zones en disputa.

## Geografia

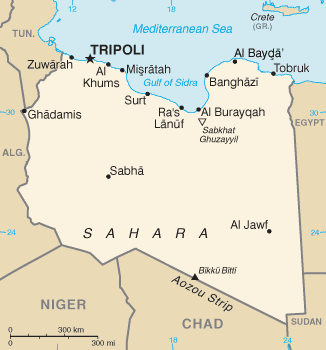
Mapa de Líbia.

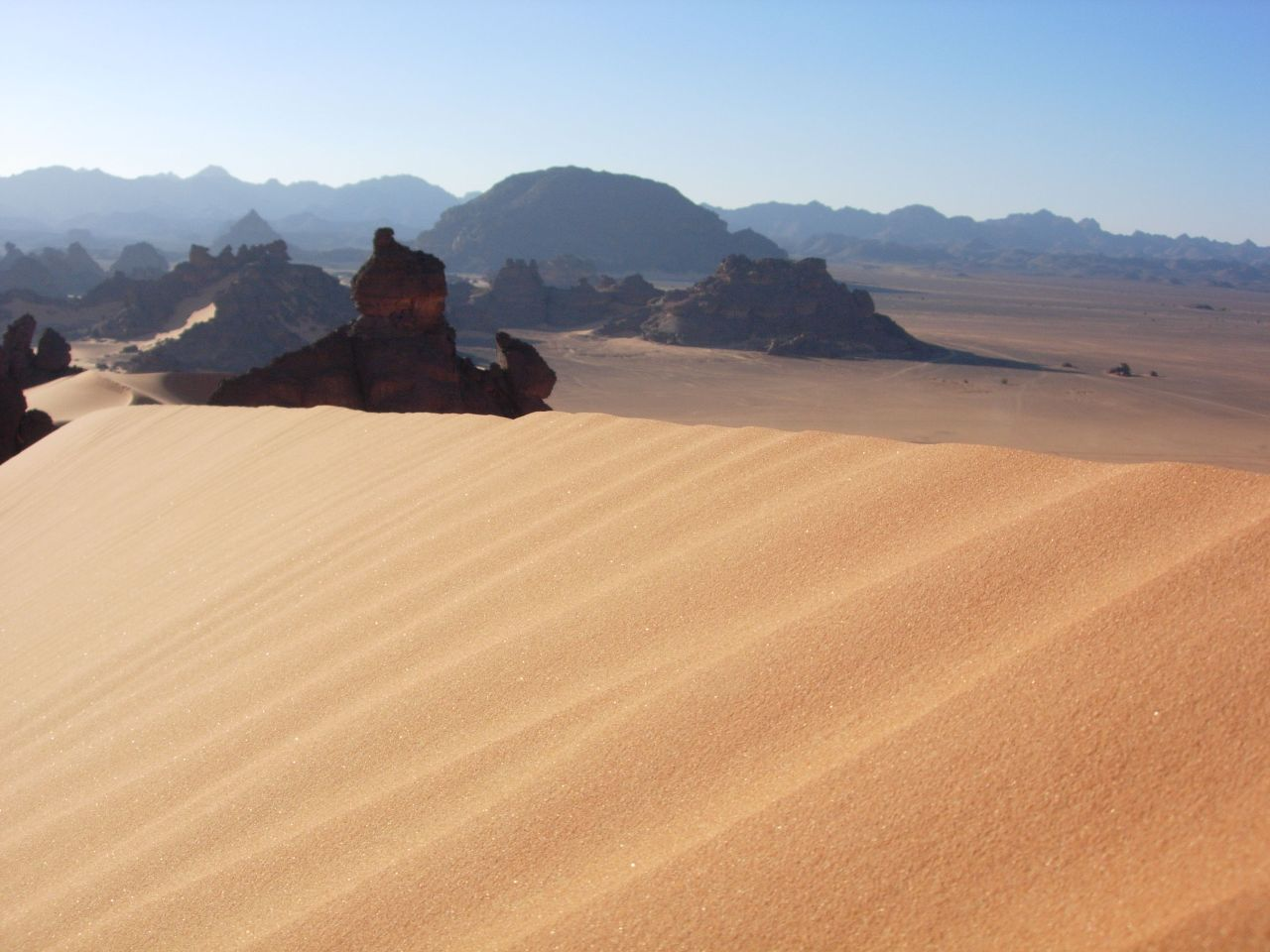
El desert de Líbia constitueix el principal ecosistema de l'estat, i un dels llocs més inhòspits de la Terra

L'estat es caracteritza per les grans extensions de desert saharià que cobreixen la seva totalitat a excepció d'una estreta franja litoral, on es troben els principals nuclis de població del país, com Trípoli i Bengasi. A la regió, el Sàhara adopta el nom de desert Líbic.
Líbia té 1.770 km de costa sobre el mar Mediterrani, però cap a l'interior del país no hi ha presència d'aigües superficials. El territori és totalment sec, però el subsòl té reserves d'aigua enormes al sud, a la frontera amb el Txad. Aquestes reserves formen una capa freàtica d'aigua fossilitzada que cobreix una àrea equivalent a la superfície total d'Alemanya.
D'acord amb la classificació climàtica de Köppen, la major part del territori libi té un clima sec desèrtic, amb estius calorosos i temperatures extremes. Una petita porció situada a la costa gaudeix d'un clima mediterrani amb estius càlids i hiverns frescos. Les pluges són escasses en la major part del país, i només el 2% de la superfície es fa servir per a l'agricultura. La regió més humida és Al Jabal al Akhdar, al nord-est, que anualment rep entre 400 i 600 mm de pluja. La resta de Líbia rep menys de 400 mm de precipitacions anuals, i algunes regions del desert menys de 50 mm.

### Ecologia
El World Wide Fund for Nature (WWF) divideix el desert de Líbia en quatre ecoregions: l'estepa del Sàhara septentrional al nord, el desert del Sàhara al centre i sud, la muntanya xeròfila del Sàhara occidental als contraforts del Tassili n'Ajjer, a la frontera amb Algèria, i la muntanya xeròfila del massís del Tibesti i la muntanya Uweinat, al massís del Tibesti, a la frontera amb el Níger.
Diverses depressions salines (chotts) formen part del salobral del Sàhara. A la costa hi ha diversos enclavaments de bosc mediterrani, que es divideixen entre el bosc mediterrani nord-africà i l'estepa arbustiva mediterrània.

## Política

### Poder executiu

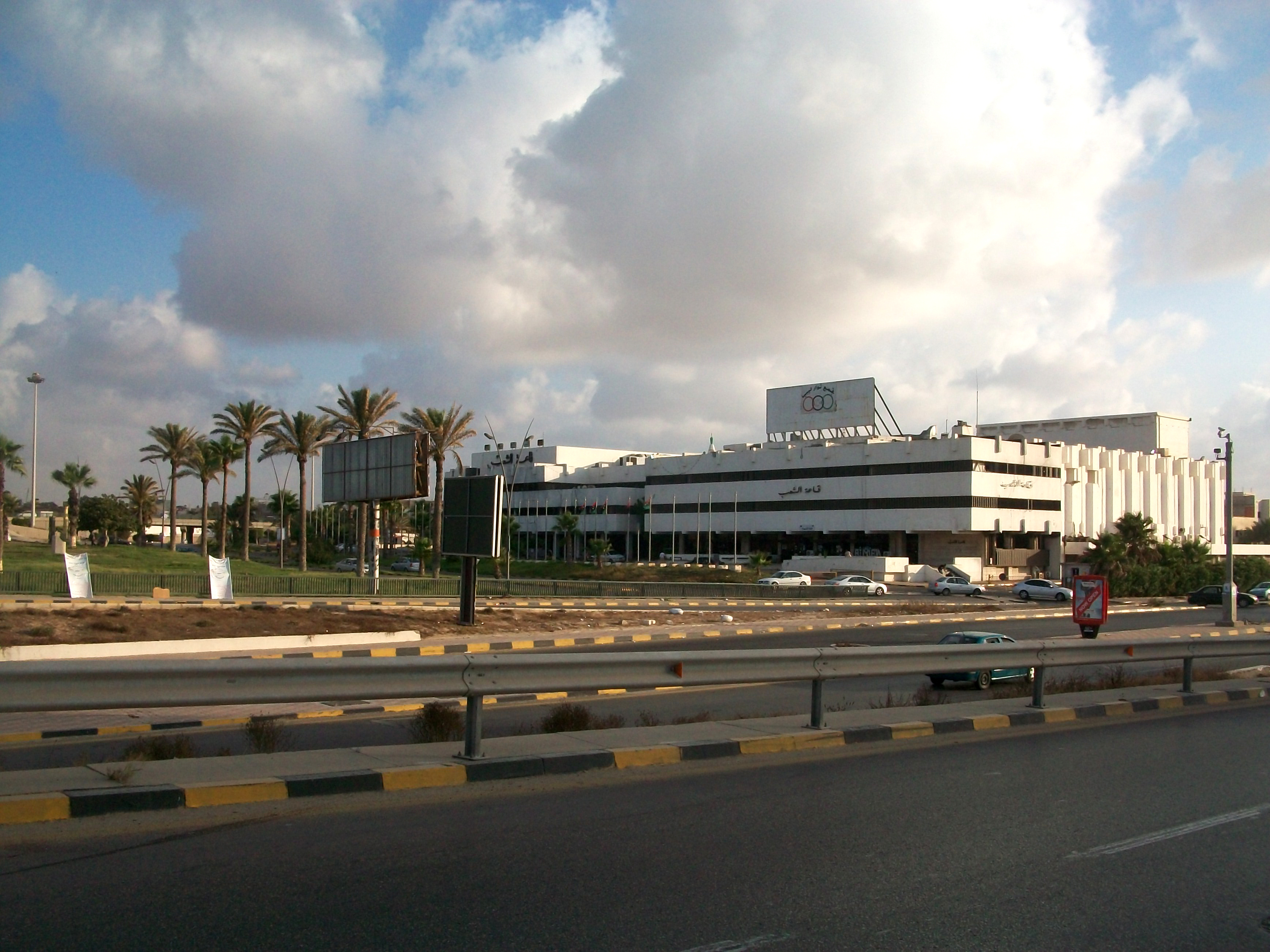
Antic Saló del Poble a Trípoli, la capital

El Consell Nacional de Transició va ser un cos polític que es va formar per representar Líbia per les forces anti-Gaddafi durant la Guerra de 2011. Aquest 5 de març el consell va declarar ser l'únic representant de tot l'estat. A l'octubre havia estat reconegut ja per 100 estats, incloent-hi França, Itàlia, Alemanya, Canadà, Qatar i Turquia. Va ser també recolzat per diversos altres estats àrabs i europeus. El 16 de setembre, l'ONU el va reconèixer oficialment. El consell va formar un òrgan de govern provisional, el Consell Executiu, el 23 de març amb Mahmoud Jibril com a president. Els Estats Units van reconèixer oficialment al Consell Nacional al juliol. El Regne Unit va fer el mateix dies després, expulsà tots els diplomàtics del govern libi abans de l'acreditació d'un enviat del Consell Nacional a l'ambaixada líbia de Londres.
Bengasi, la segona ciutat de Líbia i centre de la resistència contra Gaddafi durant la guerra, va servir com a seu provisional del CNT als mesos següents a la seva creació. L'agost, el ministre de Finances Alí Tarhouni va anunciar que el CNT es traslladava a Trípoli: presentant-la com la capital de Líbia, amb efecte immediat. No obstant això, no va ser fins a principis de setembre, quan les oficines del CNT i els ministres, entre ells el seu president Mustafa Abdul Jalil, es van retirar a Bengasi, ja que aquesta ciutat és més segura i la infraestructura està ben establerta.
A l'any següent el Consell es va dissoldre formalment, sense haver estat reconegut per estats com Nicaragua, Namíbia, Zimbàbue, Bolívia i Veneçuela. L'Uruguai se'n va abstenir. El va substituir l'avui governant Congrés General de la Nació.

### Poder legislatiu
El Congrés Nacional Unicameral està format per dos-cents senadors triats per gairebé setanta circumscripcions i els altres vuitanta senadors són triats per altres vint circumscripcions.
Les primeres eleccions del Congrés Nacional es van desenvolupar a mitjan 2012. El 20 de febrer de 2014 va haver-hi eleccions per triar la comissió constituent amb escassa participació.

### Poder judicial
El sistema judicial de Líbia es basa en la xaria, és a dir, la llei islàmica. No obstant això, després de la rebel·lió de 2011, el govern de transició ha tingut dificultats per a l'aplicació de la llei. El 2014 el sistema judicial libi encara es trobava en desenvolupament i era dirigit per entitats estatals i no governamentals.

### Forces armades
L'exèrcit libi de terra incloïa 45.000 membres el 2003 i una armada de 9.000, les forces aèries sumaven 25.000 soldats. Existeixen 13 bases militars a Líbia.

### Relacions internacionals
Líbia ha estat molts anys aïllada del context internacional per la negació del seu líder a condemnar el terrorisme. Estats Units va promoure un embargament comercial per ser un país amb una economia socialista i on les empreses multinacionals tenien vedat el pas. Recentment, però, a partir de tímids gestos, la comunitat internacional accepta millor Líbia, com proven les diverses reunions de caps d'estat.

## Organització territorial
Líbia estava dividida en el passat en governacions o muhafadhat, va passar després a organitzar el territori en 25 municipis o baladiyyat. Posteriorment, va ser dividida en 34 xabiyyat. El 2006, es va tornar a reorganitzar en 22 xabiyyat.

Divisió administrativa de Líbia des de l'any 2006

| Àrab         | Transcripció catalana | Número en el mapa |
| ------------ | --------------------- | ----------------- |
| البطنان      | Al Butnan             | 1                 |
| درنة         | Derna                 | 2                 |
| الجبل الاخضر | Al Jabal al Akhdar    | 3                 |
| المرج        | Al Marj               | 4                 |
| بنغازي       | Bengasi               | 5                 |
| الواحات      | Al Wahat              | 6                 |
| الكفرة       | Al Kufrah             | 7                 |
| سرت          | Sirte                 | 8                 |
| مصراتة       | Misurata              | 9                 |
| المرقب       | Al Murgub             | 10                |
| طرابلس       | Trípoli               | 11                |
| الجفارة      | Al Jfara              | 12                |
| الزاوية      | Zauiya                | 13                |
| النقاط الخمس | An Nuqat al Khams     | 14                |
| الجبل الغربي | Al Jabal al Gharbi    | 15                |
| نالوت        | Nalut                 | 16                |
| الجفرة       | Al Jufrah             | 17                |
| وادي الشاطئ  | Wadi Al Shatii        | 18                |
| سبها         | Sabha                 | 19                |
| وادي الحياة  | Wadi Al Hayaa         | 20                |
| غات          | Ghat                  | 21                |
| مرزق         | Murzuq                | 22                |

## Economia
Líbia té una economia mitjana, en gran apogeu des de l'aixecament parcial d'algunes sancions. La seva balança comercial amb la UE és positiva. Els seus socis principals són Itàlia, França, Espanya i Alemanya. Exporta principalment petroli i gas (el seu port petroquímic més important és Marsa El Brega) i importa productes manufacturats i aigua. Per solucionar el perenne dèficit hídric s'està construint un immens riu artificial, un dels projectes d'enginyeria més espectaculars del moment. Igualment, s'han creat oasis artificials amb aigua subterrània. El sector secundari i el terciari es reparteixen a parts iguals el pes del creixement.
L'economia de Líbia es basa en el petroli, que constitueix la pràctica totalitat de les seves exportacions (95%). Líbia pertany a l'OPEP des de la seva fundació. Així mateix hi ha indústria relacionada amb el petroli i de refineria, energia, així com de béns de consum, ciment i tèxtil. L'economia de Líbia és la sisena d'Àfrica, després de les de Sud-àfrica, Nigèria, Egipte, Algèria i el Marroc.
A Líbia es construeix el Gran riu artificial, un dels projectes d'enginyeria més grans i costosos (uns 24.000 milions de dòlars) de la humanitat. Comprèn la instal·lació d'immenses canonades per transportar aigua dels aqüífers fòssils del Sàhara (dipòsits naturals subterranis que sobreviuen des de l'època en què el desert era una fèrtil sabana i bosc) des del sud del país fins a la costa, on es concentra la població.
A la regió de Kufra, al sud, existeix un important projecte hídric i d'irrigació que pretén desenvolupar els cultius de vegetals al desert. El reg es fa amb aigua subterrània, ja que les pluges a la regió són pràcticament inexistents. La irrigació es duu a terme amb un sistema radial. L'oasi de Kufra és una de les creacions humanes que millor pot veure's des de l'espai. Cada cercle té aproximadament 1 km de diàmetre.

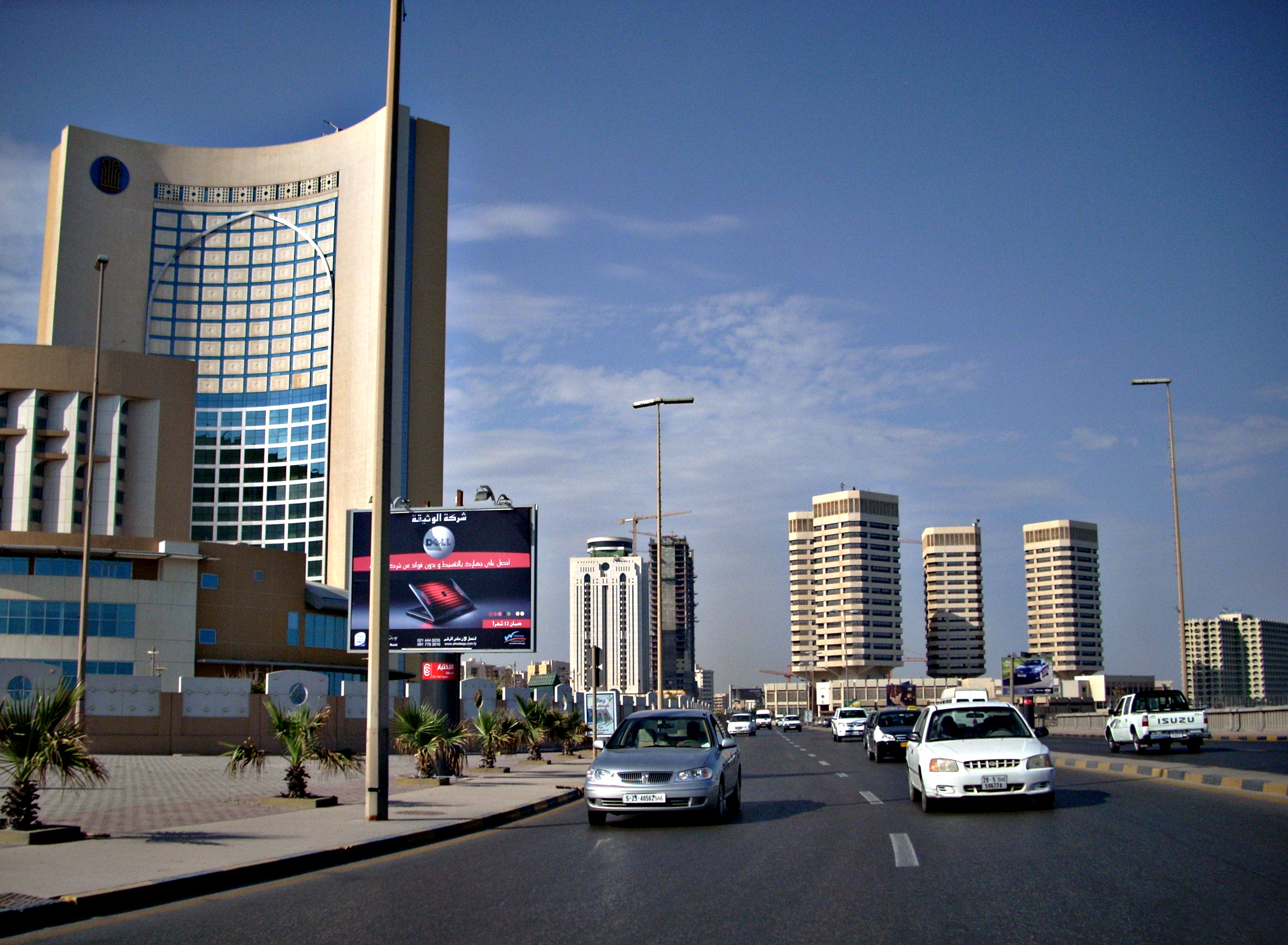
Zona financera de Trípoli

### Agricultura
El territori cultivable de Líbia es troba a la zona nord, a la regió de Tripolitània.
El 17% de la població activa de Líbia treballa en l'agricultura.
Els principals cultius a Líbia són de:
- Cereals (215.000 tones)
- Fruita (385.000 tones)
- Hortalisses (850.000 tones)
- Oleaginoses (45.000 tones)

Només l'1,2% del territori libi és de sòl conreat, el 0,2% de manera permanent: ha d'importar el 75% dels aliments consumits al país.

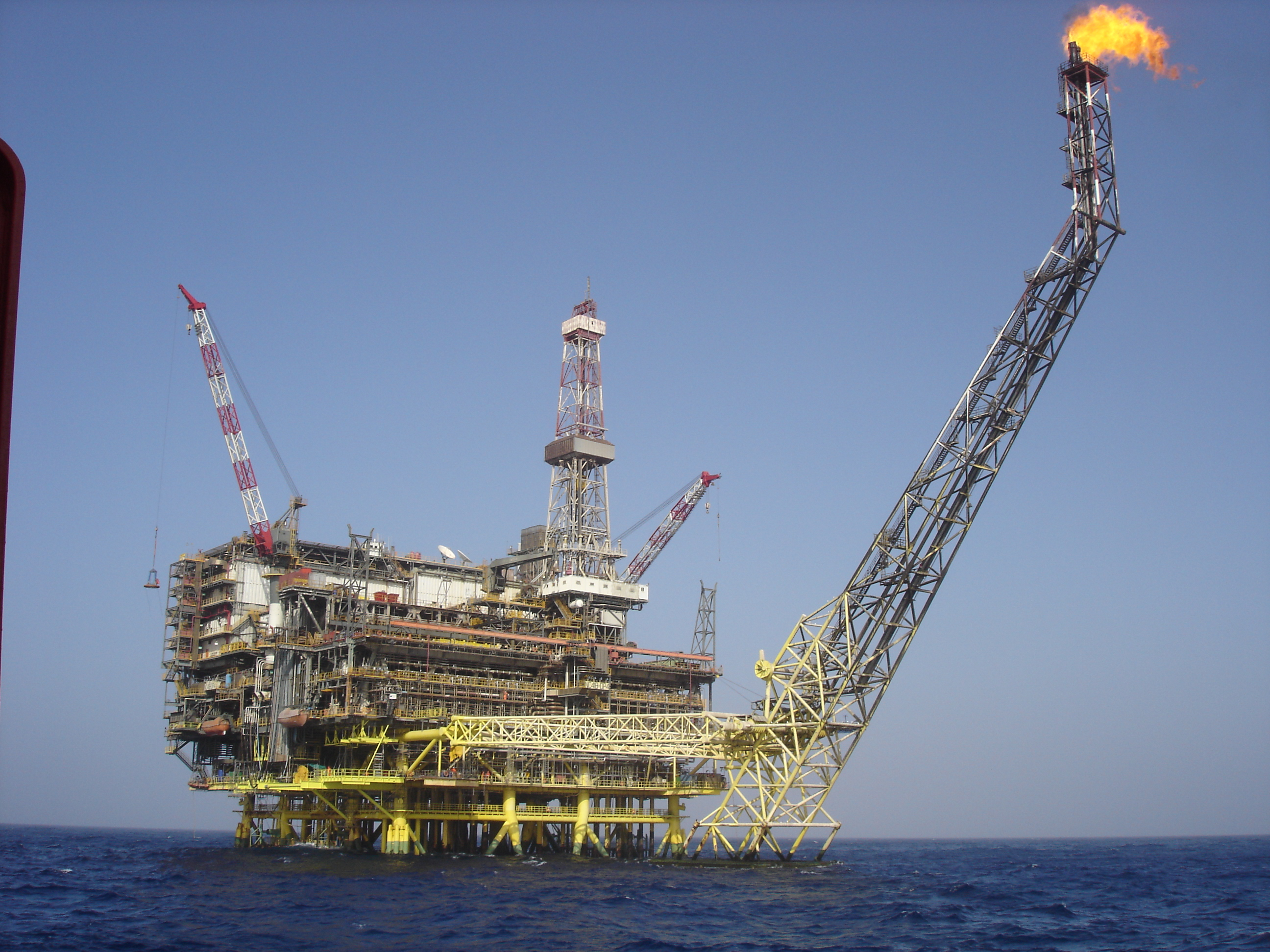
Plataforma petrolífera de l'empresa italiana ENI al jaciment libi de Bouri

### Mineria
El petroli és el principal recurs de Líbia, que pertany a l'OPEP, seguit del gas. És la font d'ingressos més important, el 50% dels ingressos estatals i el 25% del PIB.
El 2002 la producció de cru de Líbia va ser de 481.589.800 barrils.
En quantitats menors, Líbia produeix altres minerals, tals com potassi i sal marina, i té dipòsits de guix.

### Moneda
El dinar libi és la unitat monetària, el 2003 1,29 dinars equivalien a 1 dòlar dels Estats Units.
El Banc Central de Líbia és el banc emissor de l'estat, regula crèdits i supervisa el sistema financer.
El Banc Exterior Àrab de Líbia es va crear el 1972 per gestionar les activitats a l'exterior.

### Transport i comunicacions
La principals carreteres del país transcorren per la costa, connecten Trípoli amb Tunísia, Bengasi amb Tobruk i Alexandria. La principal carretera del centre del país és la que uneix a la ciutat de Sabha amb les ciutats costaneres. Líbia té aproximadament 100.024 km de carreteres, de les quals el 57,214% estan pavimentades.
El principal servei de transport aeri es troba a les ciutats de Trípoli i Bengasi, ambdues amb vols internacionals. Líbia té 137 aeroports repartits per tot l'estat.
Quant al transport marítim, els principals ports en són Trípoli, Marsa al Burayqah, Ra's Lanuf, Bengasi, Tobruk i Misurata.
El sistema de telecomunicacions de Líbia es troba a càrrec de l'estat, però des de 2007 inclou un canal de televisió i una emissora de ràdio independents.

## Demografia
La població, segons l'estimació del 2006, és de 6.754.507 habitants: la costa n'és la zona més poblada (ja que gran part del país és un desert). Gran part d'ells continuen tenint un estil de vida nòmades (són els amazics). En l'actualitat és un estat d'acollida d'immigrants d'altres zones d'Àfrica, a causa del seu creixement econòmic. La religió oficial és l'islam sunnita. És una població jove (més de la meitat té menys de 15 anys) i urbana.

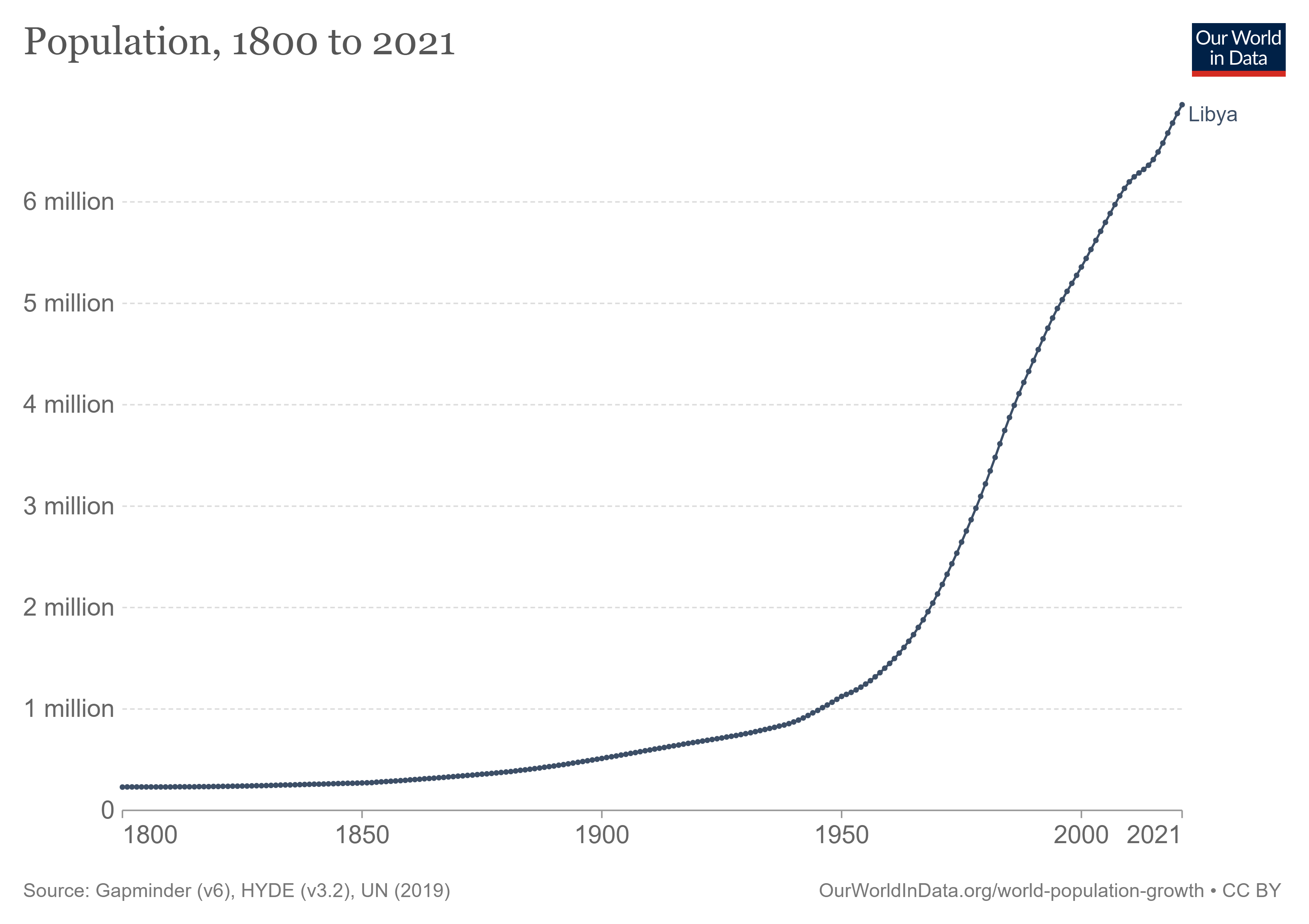
Creixement de la població des de 1961 (en milers d'habitants)

Mapa de la composició ètnica i tribal de Líbia

La població de Líbia va passar de tenir prop d'un milió d'habitants -en la seva majoria nòmades- al final de la Segona Guerra Mundial, a integrar 6.597.960 habitants en l'actualitat. Malgrat haver-se multiplicat per sis en aquest període, la densitat de població del país és una de les més baixes del món, a causa de la gran extensió del territori.
Més de tres quarts de la població (78%) viu en ciutats. Les principals ciutats de Líbia són:
- Trípoli- 2.006.000 habitants.
- Bengasi- 1.054.000 habitants
- Misurata- 476.000 habitants
- Tobruk- 210.000 habitants

Líbia té un 3% de població immigrant, resultat de la seva situació econòmica privilegiada dins dels estàndards d'Àfrica. El 2003 tenia 166.510 estrangers.
Té una de les taxes de mortalitat més baixes del món: 3,4 per 1.000 habitants, i una alta taxa de naixements: 24,04 per cada mil habitants.

### Religió

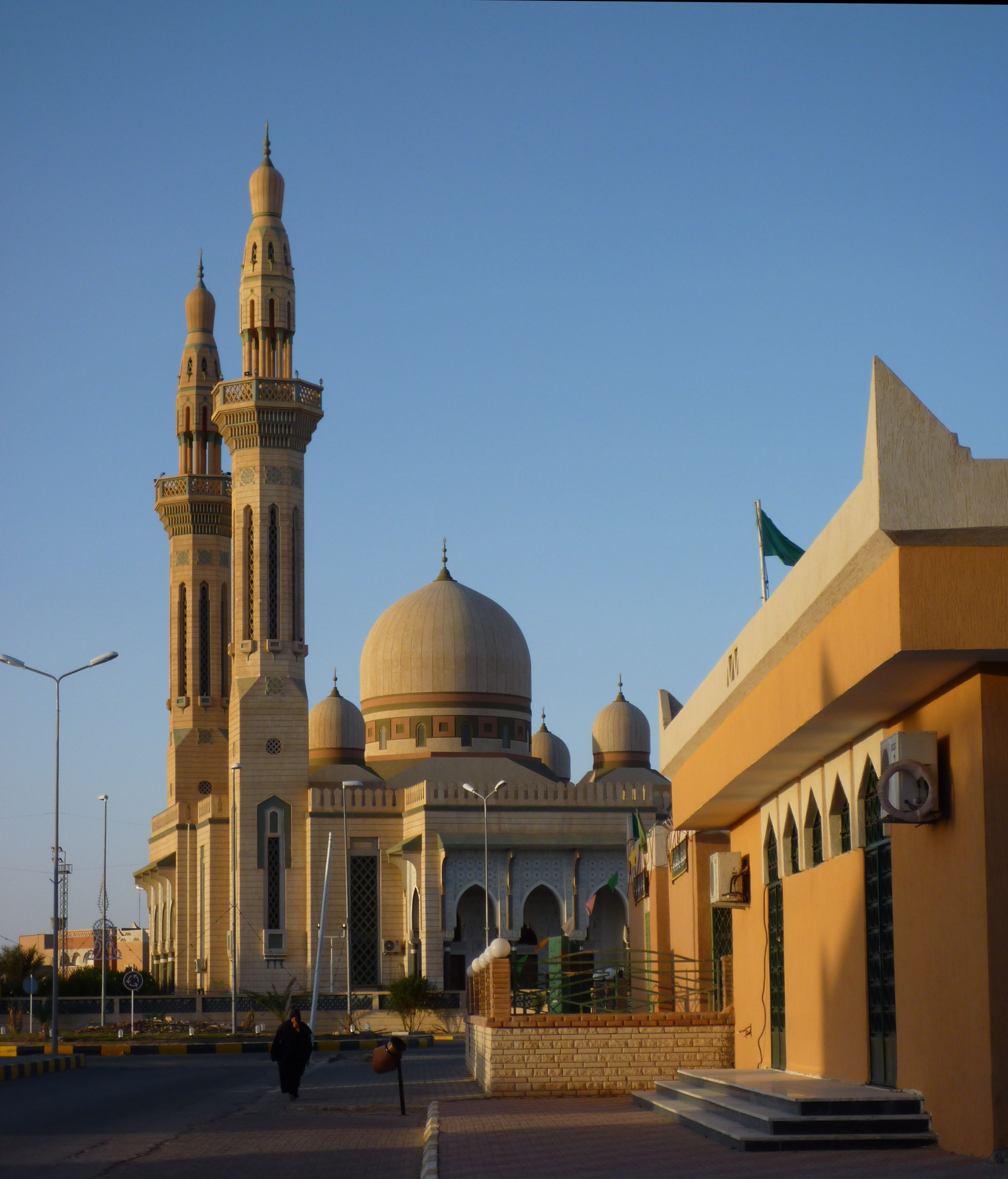
Mesquita a Gadames, a prop de la frontera amb Tunísia i Algèria. El 97% dels libis són seguidors de l'islam

La religió predominant a Líbia és principalment l'islam sunnita, que és practicat pel 97% de la població. L'islam és la religió oficial de l'estat. Una petita part de la població, el 0,70%, és catòlica.

### Llengües
Els idiomes oficials són l'àrab i l'amazic. L'italià i l'anglès són àmpliament compresos a les ciutats. L'àrab libi és la varietat de l'àrab parlada a l'estat, i inclou dues variants: l'occidental, parlada a Trípoli, i l'oriental, parlada a Bengasi.
La llengua oficial o nacional de Líbia és l'àrab estàndard. El SIL Internacional ha llistat un total de 9 llengües a l'estat libi:
- Àrab libi: 4.200.000 parlants a Líbia, sobretot al nord. També es parla a Egipte i a Níger.
- Àrab estàndard.
- Awjilah: 3.000 parlants a Cirenaica, a l'est de Líbia. Les dones són monolingües.
- Domari: 31.738 parlants a Líbia.
- Ghadamès: 2.000 parlants a l'oasi de Ghadamès, a prop de la frontera amb Algèria. També es parla a Tunísia.
- Llengua de signes líbia.
- Nafusi: 141.000 parlants a la Tripolitània, a l'oest de Líbia. També es parla a Tunísia.
- Sawknah: 5.448 parlants a la Tripolitània.
- Tamahaq, tahaggart: 17.000 parlants a la zona muntanyosa a prop de Tamanrasset.

A més a més, també es parla àrab egipci (1.000.000), italià, tedaga (2000), cham occidental, zaghawa (7000) i també hi ha treballadors del Sudan, Àfrica del Nord, el Txad, Corea, Pakistan, Bangladesh i Europa.

### Salut
El 2010 les despeses en salut representaven el 3,88% del PIB nacional. El 2009 hi havia 18,71 metges i 66,95 infermers per cada 10.000 habitants. L'esperança de vida en néixer era de 74,95 anys el 2011, 72,44 anys per als homes i 77,59 anys per a les dones.

### Educació
El 2004 hi havia més d'1,7 milions d'estudiants libis, d'aquests, més de 270.000 es trobaven en algun curs de l'educació superior. L'educació bàsica és gratuïta i obligatòria per a tots els ciutadans, fins a l'escola secundària. El 2010 la taxa d'alfabetització era de 89,2%, un dels índexs més alts en el continent africà. Després de la independència de Líbia el 1951 un decret reial va establir la primera universitat a Bengasi, la Universitat de Líbia. En el cicle escolar 1975–76 el nombre d'estudiants universitaris es va estimar en 13.418. El 2004 aquesta xifra havia sobrepassat els 200.000 estudiants, a més d'altres 70.000 inscrits en el sector d'escoles tècniques i vocacionals. El ràpid increment en el nombre d'aspirants a l'educació superior es va veure reflectit en l'augment del nombre d'institucions universitàries del pais, amb universitats com la Universitat de Trípoli, la Universitat d'Aljufra o la Universitat de Sabratha, entre d'altres.

## Cultura

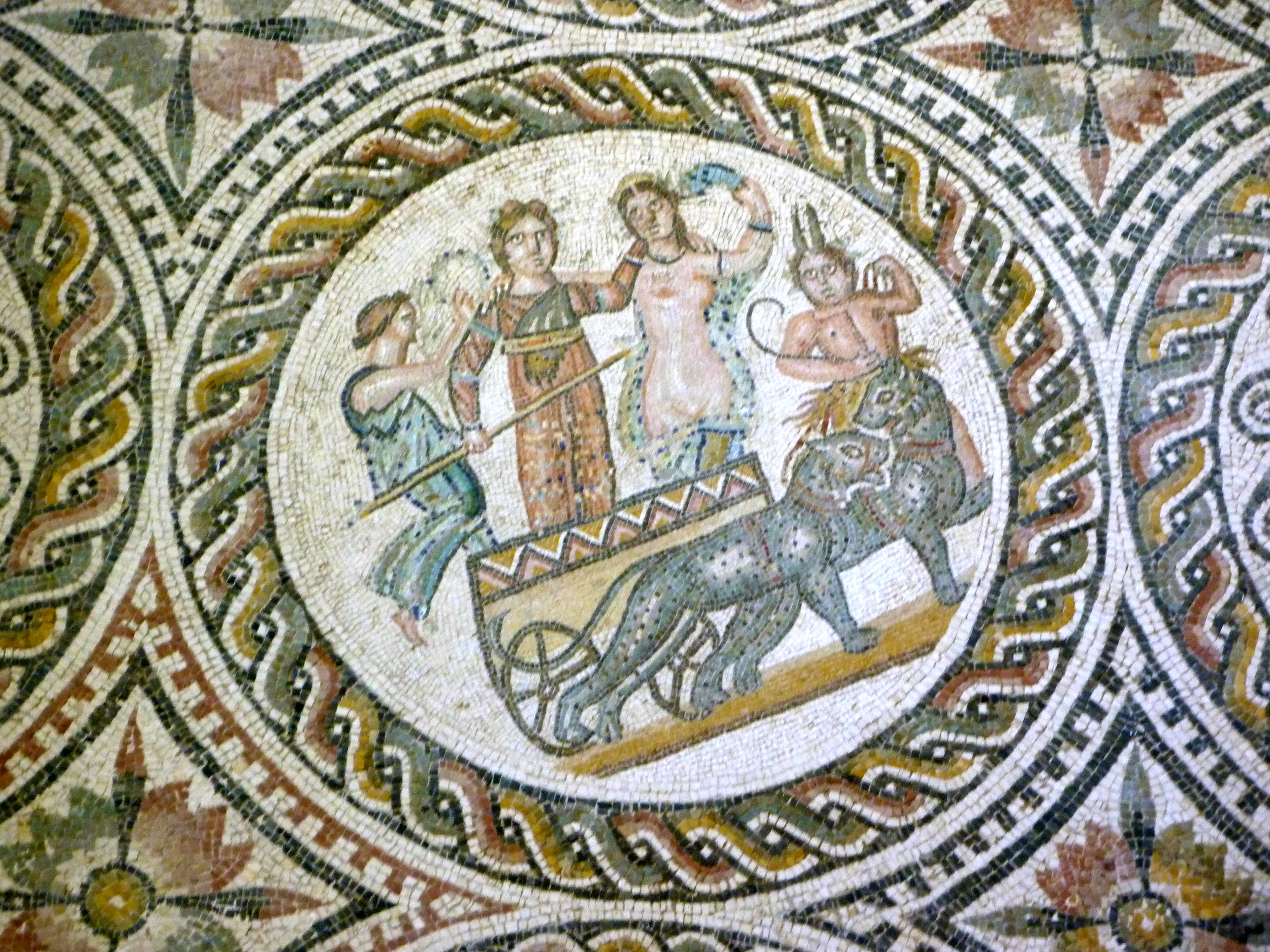
Mosaic romà de Sabratha

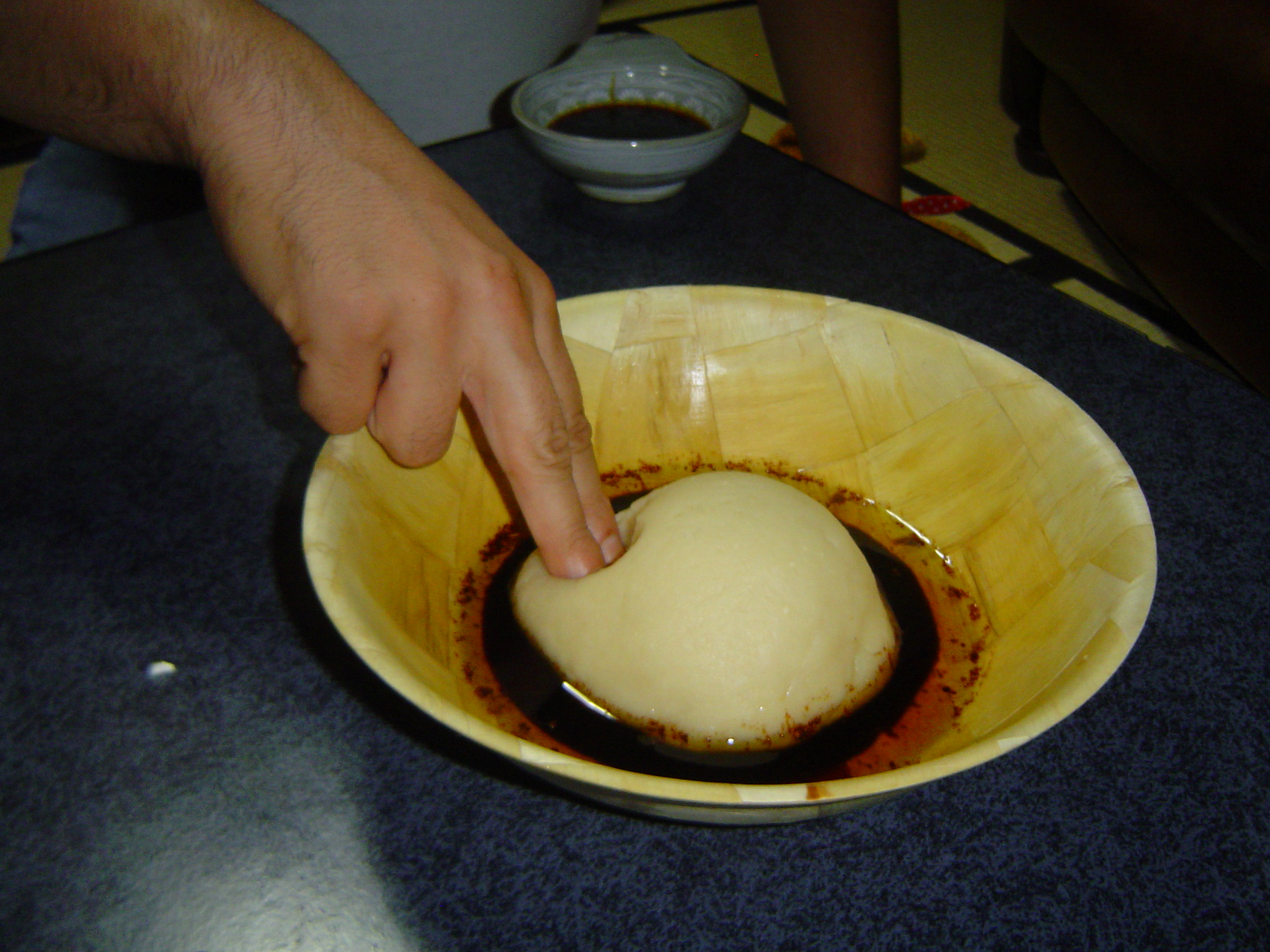
Tradicionalment, l'asida líbia es menja amb els dits índex i mitjà

La cultura de Líbia és similar a la de les altres nacions del Magrib. A més, els libis es consideren part de la comunitat musulmana i gran part de les seves tradicions i costums es regeixen per la religió islàmica. El 82,6% de la població líbia sap llegir i escriure, i els joves estudien fins a una mitjana de 17 anys.
A causa de la dictadura, per molts anys no va haver-hi teatres públics, i només unes quantes sales de cinema projectaven llargmetratges estrangers. Les tradicions autòctones encara es troben vives i molt arrelades en la població, de manera que existeixen molts grups que interpreten música i danses folklòriques en festivals nacionals i internacionals. Els documents i arxius oficials del país es troben a la capital, Trípoli, on també es troba la Biblioteca nacional. No obstant això, la major biblioteca del país, que conté uns 300.000 volums, es troba a la ciutat de Bengasi, a la Universitat de Garyounis. La majoria dels museus del país es troben a Trípoli: destaca el Museu de Leptis Magna a la ciutat d'Al-Khums.
Líbia inclou cinc llocs declarats "Patrimoni de la humanitat" per la Unesco: el jaciment arqueològic de Leptis Magna, el de Sabratha, el de Cirene; el lloc rupestre de Tadrart Acacus i la ciutat vella de Ghadames.

### Gastronomia
La gastronomia de Líbia s'entronca amb les tradicions del Mediterrani i nord d'Àfrica, amb una influència italiana, un llegat dels dies en què Líbia era colònia italiana. Un dels plats libis més populars és una sopa espessa fortament condimentada, denominada Sharba Libiya o sopa líbia. Sharba Libiya conté molts ingredients de molts altres plats líbis, com poden ser cebes, tomàquets, be (o pollastre), pebrots, pebre de caiena, safrà, pèsols, menta, coriandre i julivert.

## Esports
L'esport amb més seguidors a Líbia és el futbol, on la selecció de futbol de Líbia està entre les millors del nord d'Àfrica. La seva primera victòria va ser guanyar la Copa Africana de Nacions de 2014, l'1 de febrer de 2014 davant dels ghanesos a Sud-àfrica. L'estadi amb major aforament és l'11 de Juny de la capital. El segon esport més practicat és el bàsquet, ja que la selecció de Líbia va aconseguir el 5è lloc de l'Afrobasket de 1965.
Un campionat molt conegut a Líbia és la Volta a Líbia, en la qual equips de ciclistes competeixen a fer un recorregut al voltant del país amb sortida a Trípoli i arribada a un altre punt de Líbia durant cada mes de març. El ciclisme a Líbia està molt valorat i les rutes per fer la volta són normalment les mateixes. Altres esports molt practicats, encara que de difícil accés són el golf, el tennis, l'equitació i la natació. Per al golf, el tennis o la natació, cal anar a camps de golf a les ciutats més poblades del país o a pistes de tennis per jugar a tennis. També les platges de Bengasi es consideren el millor lloc per fer surf, windsurf o kitesurf, mentre que a prop de Trípoli destaca la vela.